# Суперкубок Испании по футболу 2016
Суперкубок Испании по футболу 2016 — 33-й розыгрыш Суперкубка Испании, в котором встретились чемпион страны и обладатель Кубка «Барселона» и вице-чемпион Кубка Испании 2015/16 «Севилья». Первый матч был сыгран на стадионе "Рамон Санчес Писхуан" в Севилье 14 августа, а ответный — 17 августа на Камп Ноу в Барселоне.
В первом матче, состоявшемся 14 августа 2016 года, «Барселона» обыграла «Севилью» на выезде со счётом 2:0, а во втором матче 17 августа ( дома на «Камп Ноу») разгромила 3:0 и, таким образом, завоевала 12-й Суперкубок Испании. «Барселона» и «Севилья» уже встречались в Суперкубке Испании в 2010 году. Тогда победу по сумме двух встреч одержала каталонская команда с общим счетом 5:3.

## Отчет о матчах

### Первый матч
| Севилья | 0:2 | Барселона |
| ------- | --- | --------- |
|         |     |           |

| Севилья | Барселона |

### Второй матч
| Барселона | 3:0 | Севилья |
| --------- | --- | ------- |
|           |     |         |

| Барселона | Севилья |